# Selección femenina de balonmano de Francia
La selección femenina de balonmano de Francia es el equipo de balonmano que representa a Francia en las competiciones de selecciones nacionales femeninas.

## Resultados

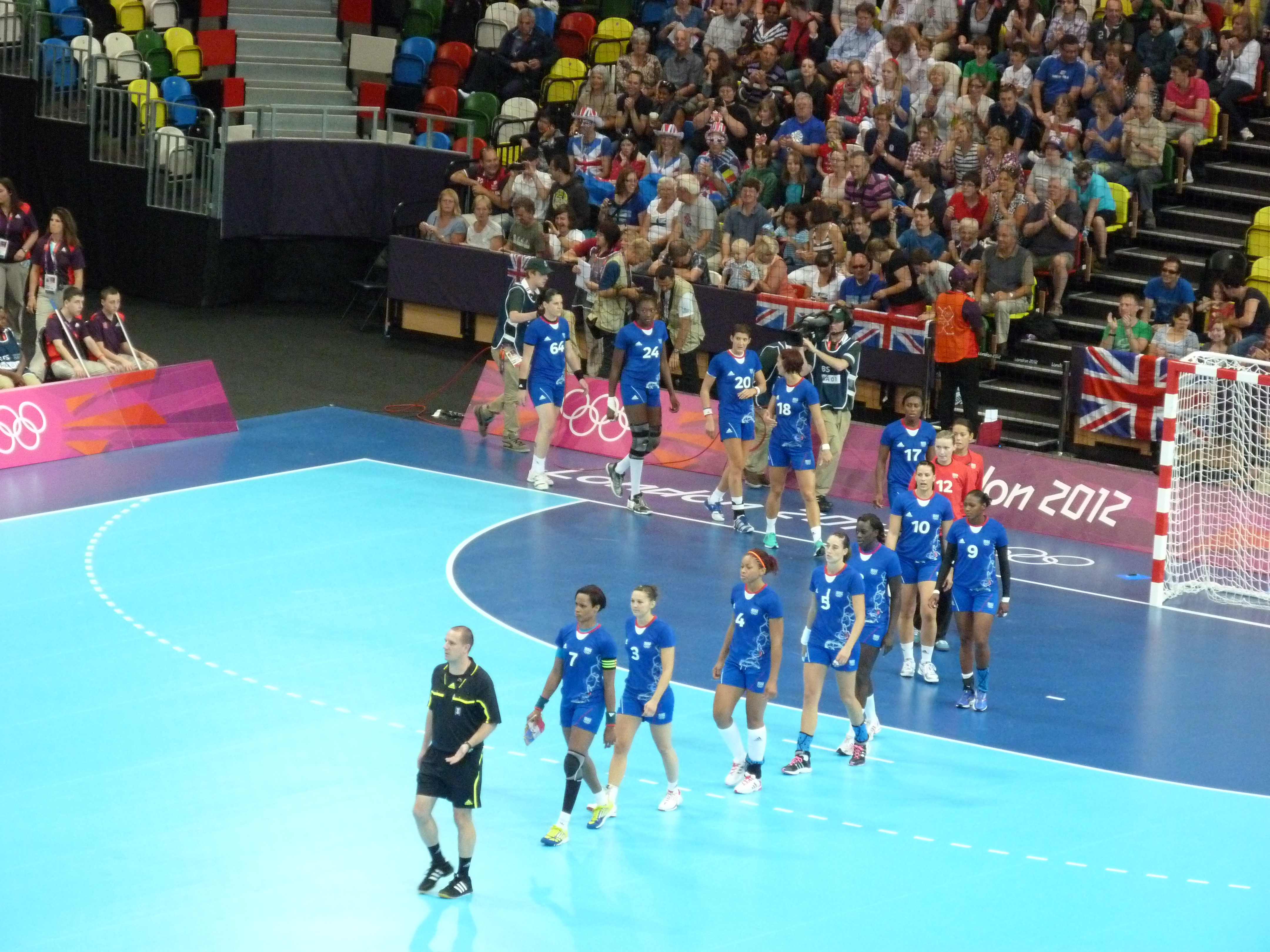
Selección femenina de balonmano de Francia en los Juegos Olímpicos de 2012

Se ha destacado a partir de la década de 1990. Ha conquistado el Campeonato Mundial de Balonmano Femenino de 2003, 2017 y 2023, mientras que ha logrado el segundo puesto en 1999, 2009, 2011 y 2021, así como el quinto puesto en 2001 y 2007. En los Juegos Olímpicos ha obtenido dos medallas olímpicas,  plata en Río de Janeiro 2016 y oro en Tokio 2020.
En el Campeonato Europeo de Balonmano Femenino ha conseguido el tercer puesto en 2002 y 2006, y el quinto en 2000, 2010 y 2014. También ha triunfado en los Juegos del Mediterráneo de 1997, 2001 y 2009.
Algunas jugadoras destacadas recientemente en la selección de Francia han sido Paule Baudouin, Siraba Dembélé, Audrey Deroin, Nina Kamto, Amandine Leynaud, Alexandra Lacrabère, Allison Pineau y Mariama Signaté.

## Plantillas medallistas en Juegos Olímpicos
- Río de Janeiro 2016:

Laura Glauser, Blandine Dancette, Camille Ayglon, Allison Pineau, Laurisa Landre, Grâce Zaadi, Amandine Leynaud,  Manon Houette, Siraba Dembélé Pavlović, Chloé Bulleux, Béatrice Edwige, Estelle Nze Minko, Gnonsiane Niombla, Alexandra Lacrabère. Seleccionador: Olivier Krumbholz.
- Tokio 2020:

Méline Nocandy, Blandine Dancette, Pauline Coatanea, Chloé Valentini, Allison Pineau, Coralie Lassource, Grâce Zaadi, Amandine Leynaud, Kalidiatou Niakaté, Cléopatre Darleux, Océane Sercien-Ugolin, Laura Flippes, Béatrice Edwige, Pauletta Foppa,Estelle Nze Minko, Alexandra Lacrabère.
Entrenador: Olivier Krumbholz.